# Сукачи (Черниговская область)
Сукачи (укр. Сукачі) — бывший посёлок в Корюковском районе Черниговской области Украины. Посёлок был подчинён Рейментаровскому сельсовету. Расположено на реке Хвосториж.

## История
По состоянию на 1984 год нежилой. Решением Черниговского областного совета от 29.04.1992 года посёлок снят с учёта, в связи с переселением жителей.

## География
Был расположен южнее села Олейники. Восточнее расположено кладбище.